# Experimentalfältets Sviskon
Experimentalfältets Sviskon är en svensk, självfertil sort av sviskon från 1865. Trädet blir mindre än de flesta andra plommonsorter. Frukterna är ca 4-5 cm långa och 2,5-3 cm breda, ovala, violettblåa till svartblåa med gulgrönt fruktkött och sötsyrlig smak. Den är härdig i zon I-IV.